# Kang Gyeong-ae
Kang Kyeong-ae (20 de abril de 1907 - 26 de abril de 1944), fue una escritora, novelista y poetisa coreana que participó en el movimiento feminista coreano. También es conocida por su nombre artístico, Kang Gama.

## Biografía
Kang Kyeong-ae nació en Songhwa, provincia de Hwanghae, y tuvo una infancia desdichada. Era hija de una criada y perdió a su padre a los cinco años. La obligaron a mudarse a Changyeon, donde su madre se volvió a casar con un hombre con tres hijos. Todo esto hizo la hizo muy infeliz.
Desde pequeña tuvo aptitudes extraordinarias y aprendió por sí sola a leer el alfabeto coreano con ocho años con una copia del libro Chunhyangga de su padrastro, en una época en la que no se valoraba que las mujeres supieran leer y escribir. A los diez años se la conocía como la "bellotita cuentacuentos" entre los mayores del vecindario, para los que leía cuentos tradicionales coreanos. También recibía elogios en la escuela por sus redacciones.
Su hermanastro la ayudó a que pudiera entrar a un colegio católico con internado. Más tarde fue expulsada por organizar y participar en una sentada para protestar contra las normas estrictas de la escuela y, especialmente, contra la cruel ama de llaves de la residencia. Conoció a un estudiante de universidad de Tokio que estuvo de visita, se mudaron juntos a Seúl y empezaron una aventura amorosa. Cuando esto terminó, ella se mudó de nuevo a su casa familiar en Hwanghae-do.
En 1931 empezó a publicar sus escritos (“P'ag ŭm” or El geomungo roto, 1931), y se mudó a Manchuria recién casada con un comunista divorciado de su primera mujer. Vivió como ama de casa en Yongjin y empezó a escribir más. Este periodo duró siete años, después de los cuales dejó de escribir ficción. Esto fue en parte porque se convirtió en la editora del Chosun ilbo de Manchuria.
El 26 de abril de 1944, un mes después de la muerte de su madre, Kang Kyeong-ae falleció en su casa en la provincia de Hwanghae.

## Obra
Los críticos literarios nombran con frecuencia a Kang Kyeong-ae como una de las mejores escritoras de la época de la periodo colonial. A diferencia de otras importantes escritoras de la época como Na Hye-Sok y Heo Jung-suk, ella se dedicó solo a escribir y no cultivó otras formas de arte como la pintura. Sus obras trataban de la clase baja coreana, a menudo basándose en su propia experiencia de la extrema pobreza en la que vivían los coreanos en Manchuria, donde están situadas muchas de sus obras. Estas incluyen El geomungo roto (Pageum), El huerto (Chaejeon), El partido de fútbol (Chukgu jeon) y Madre e hijo (Moja). También escribió obras protofeministas centrándose en la opresión de la mujer, incluida Madres e hijas (Eomeoni wa ttal). La mayoría de sus trabajos son contra el amor y contra la familia, en los cuales solo las mujeres que rompen sus vínculos con las relaciones que han fracasado pueden conseguir la libertad.
El problema humano (Ingan munje), la cual puede considerarse su mejor obra, es su única novela y trata de varios problemas de clase y género en la historia de un hombre cultivado que tiene problemas económicos y que al final encuentra una muerte desdichada.

### Obras traducidas el inglés
From Wonso Pond ISBN 978-1-55861-601-1

### Obras en coreano
El geomungo roto (Pageum 1931)

Madres e hijas (Eomeoni wa ttal 1931)

El cometa (Hyeseong 1931)

La línea del frente(Jaeilseon 1932)

El huerto (Chaejeon 1933)

El partido de fútbol (Chukgu jeon 1933)

Existencia, no-existencia (Yumu 有無 1933)

Padres e hijos (Buja 1934)

El problema humano (Ingan munje 1934)

La sal (Sogeum 1934)

La medicina mágica (Mayak)

Madre e hijo (Moja 1935)

La paga de un escritor: 200 wones (Wongoryo Ibaekwon 1935)

El despido (Haego 1935)

Pueblo bajo tierra (Jihachon 1936)

El montañés (Sannam 1936)

Oscuridad (Eodum 1937)